# Budd Boetticher
Oscar "Budd" Boetticher, Jr. (Chicago, 29 de juliol de 1916 - Ramona, Califòrnia, 29 de novembre de 2001) va ser un director de cinema durant el període clàssic de Hollywood. Va ser famós per realitzar tota una sèrie de westerns a la dècada dels 50, protagonitzats per Randolph Scott. Conegut pel seu estil espar, per les seues localitzacions properes a Lone Pine, Califòrnia, i per les seues històries d'un home solitari en la cerca de venjança enmig d'un ambient desolador, aquestos films han guanyat prestigi amb el pas dels temps i s'han convertit en referents del seu gènere, sovint comparat amb treballs d'escriptors existencialistes.

## Biografia[1]
Boetticher va créixer el Mig-oest americà. Nascut a Chicago, fou un destacat atleta a la Universitat Estatal d'Ohio. Després va viatjar a Mèxic, on es va interessar per les corregudes de bous. Un encontre amb Rouben Mamoulian li va permetre el seu primer treball, com a assistent a Blood and Sand (1941).
Ben prompte Boetticher començà la seua carrera com a director de pel·lícules de Sèrie B per a les productores Monogram, Columbia i altres estudis petits. Però, amb The Bullfighter and the Lady va arribar la seua primera entropessada: reclamat com a director per a basar-se en la seua pròpia experiència fallida a com torero, la pel·lícula va ser muntada sense el consentiment de Boetticher. Aquesta pel·lícula, protagonitzada per John Wayne, ha estat restaurada per l'UCLA Film Archive.
L'èxit li va arribar a aquest director quan va formar equip amb el productor Harry Joe Brown i el guionista Burt Kennedy, per tal de realitzar els sis llargmetratges coneguts com a Cicle Ranown. Tot i que els seus films van ser lloats per reputats crítics com el francés André Bazin, la seua obra va ser oblidada fins als anys setanta, quan la va reivindicar una nova generació d'estudiosos del cinema. Altres pel·lícules destacades d'en Boetticher són: Presa valuosa (1957), Cavalcant en solitari (1959), Comanche Station (1960), i The Rise and Fall of Legs Diamond (1960).
Durant els anys 60, es va obsessionar a dur a la pantalla la vida del seu amic, el torero Carlos Arruza. A canvi, va rebutjar ofertes de Hollywood per centrar-se en un projecte que li va portar a la fallida i l'estada en presó, com exposa en la seua autobiografia 'When in Disgrace'. A les postres es va presentar en 1971 Arruza, un ric retrat d'un home, amb una espectacular fotografia i una acció realista.
Posteriorment, Boetticher es va dedicar a pel·lícules com A Time for Dying (1971), Two Mules for Sister Sara (1970), el documental My Kingdom For... (1985) o la seua aparició en Tequila Sunrise (1988). Abans de la seua mort, el 2001, estava intentat portar al cinema el seu guió A Horse for Mr. Barnum.

## Filmografia
- Behind Locked Doors (1948)
- The Bullfighter and the Lady (1951)
- Horitzons de l'oest (1952)
- Seminole (1953)
- Santos, el magnífic (1955)
- Seven Men from Now (1956)
- Decisió a Sundown (Decision at Sundown) (1957)
- Presa valuosa (The Tall T) (1957)
- Buchanan Rides Alone (1958)
- Cavalcant en solitari (Ride Lonesome) (1959)
- Westbound (1959)
- Estació comanxe (Comanche Station)  (1960)
- The Rise and Fall of Legs Diamond (1960)
- "Arruza" (1971)
- A Time for Dying (1971)
- My Kingdom For... (1985)
- Connexió tequila (1989)